# 吳國霖
吳國霖，贵州遵義人，清政治人物、進士出身。
光緒六年（1880年）庚辰科進士，三甲二十三名。同年五月，著分部學習；后官戶部主事，改四川仁壽知縣。